# West Wallabi Island
West Wallabi Island è la maggiore isola del Wallabi Group, uno dei tre sottogruppi che formano l'Houtman Abrolhos ed anche la maggiore di tutto l'arcipelago. L'isola, che è disabitata, è situata nell'oceano Indiano al largo della costa dell'Australia Occidentale, nella regione del Mid West. Appartiene alla Local government area della Città di Greater Geraldton.

## Geografia
West Wallabi Island ha una superficie di 6,21 km² e uno sviluppo costiero di 14,93 km. Circa 2 km a nord-est si trova East Wallabi Island, la seconda più grande isola dell'arcipelago. West Wallabi è circondata a est da una densa barriera corallina appena sotto il livello del mare. Alcuni isolotti al largo tra le due isole (come Barge Rock, Turnstone Island, Seagull Iceland e Oystercatcher Island) possono quindi essere raggiunti a piedi.

## Storia

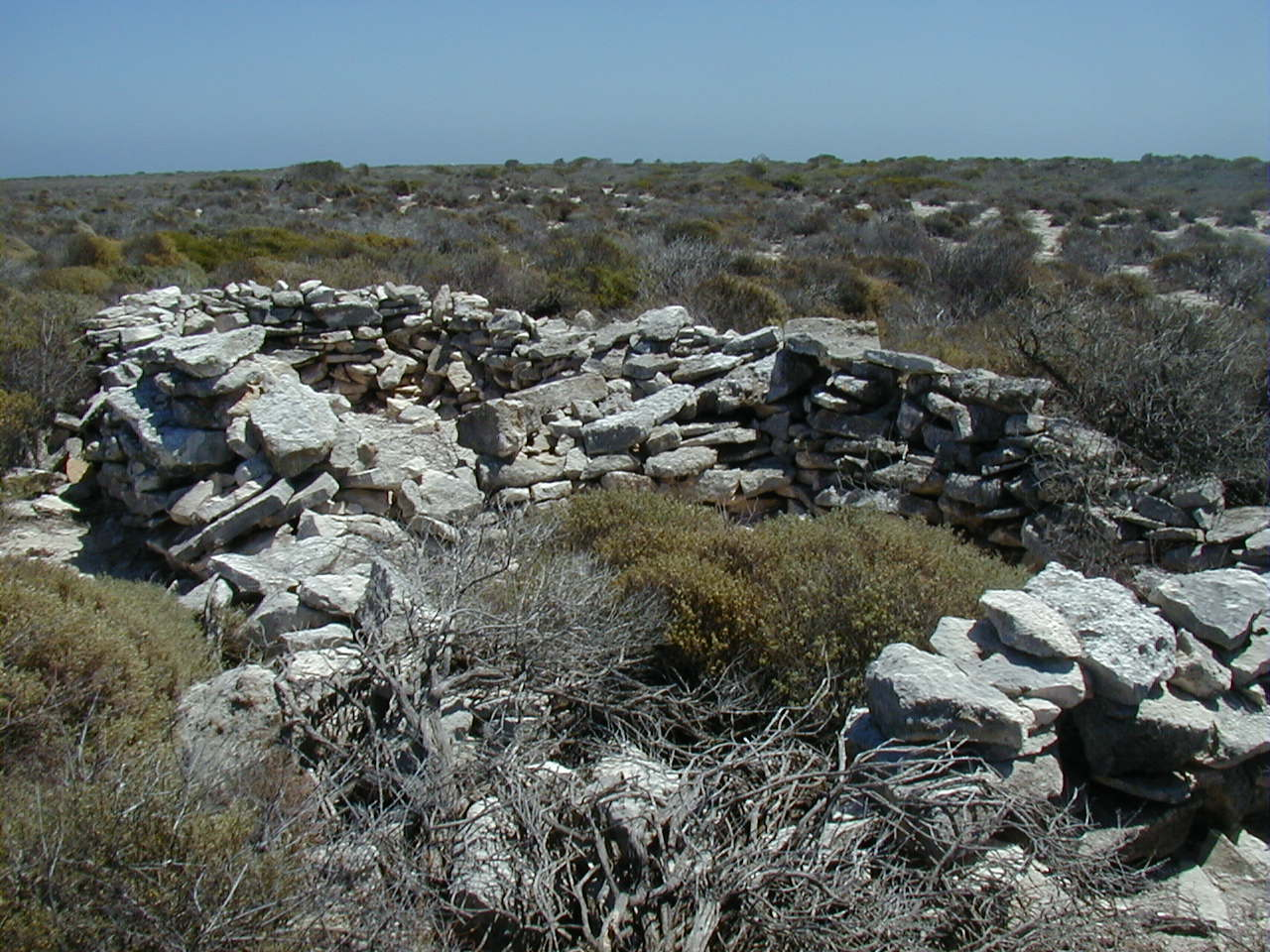
La struttura difensiva chiamata "Wiebbe Hayes Stone Fort"

Il gruppo Wallabi è conosciuto per il naufragio del vascello Batavia, al cui comando era Francisco Pelsaert, sul Morning Reef vicino a Beacon Island, nel 1629, e il conseguente ammutinamento e massacro che ebbe luogo tra i sopravvissuti.
Un gruppo di soldati guidato da Wiebbe Hayes fu inviato sulle isole di West e East Wallabi in cerca di cibo e acqua. Essi costruirono un piccolo rifugio su West Wallabi Island, per difendersi dal gruppo degli ammutinati. Il piccolo forte, le cui tracce rimangono ancora sull'isola, costituisce la prima struttura europea sul suolo australiano.
Il wallaby tammar venne avvistato per la prima volta su West Wallabi, dai sopravvissuti del naufragio del Batavia, e descritto l'anno seguente da Francisco Pelsaert nel suo Ongeluckige Voyage. Si è trattato sicuramente del primo avvistamento di un Macropodide da parte degli europei e probabilmente anche del primo avvistamento di un mammifero australiano.